# Adeline Morrison Swain
Adeline Morrison Swain (Bath, Nou Hampshire, 25 de maig del 1820 - 3 de febrer del 1899) fou una escriptora, política i sufragista estatunidenca. El seu nom és al Saló de la Fama de les dones de Iowa des de l'any 2000.

## Biografia
Adeline Morrison nasqué el 25 de maig del 1820 a Bath (Nou Hampshire). Començà a ensenyar a Vermont a l'edat de setze anys. El 1846 es casà amb James Swain i la parella es traslladà a Fort Dodge (Iowa) el 1858. Organitzà classes de francés, anglés, música, botànica i art, per a dones. L'any següent feu la primera reunió de Fort Dodge sobre sufragi femení.

Casa Swain-Vincent

A principis del 1870 la parella va construir una gran casa victoriana a Fort Dodge. Van llogar habitacions a hostes i també van posar la casa a la disposició d'actes. El 1879 la van vendre a Webb Vincent. El 1977 la Casa Swain-Vincent s'inclogué en el Registre Nacional de Llocs Històrics com a Casa Vincent.
Swain fou nomenada corresponsal de la Comissió Entomològica del Departament d'Agricultura dels Estats Units, la qual cosa la portà, el 1877, a escriure un informe que documentava la devastació dels conreus provocada per la llagosta de Colorado. Més tard, fou membre de l'Associació Estatunidenca per a l'Avanç de la Ciència i la primera dona que presentà un document en la convenció nacional.
Swain era activa en política, i estava afiliada al Partit dels Bitllets Verds. El 1883 Swain es presentà a superintendenta d'Instrucció Pública de Iowa. Encara que no la triaren, fou la primera dona que es presentà a un càrrec públic a Iowa.
Adeline Morrison Swain va morir el 3 de febrer del 1899 a Illinois i l'enterraren a Fort Dodge.

## Llegat
Swain fou inclosa en la publicació del 1893 A Woman of the Century. Fou commemorada en els Annals of Iowa, Vol. 4, núm. 1 (1899), i és en el Saló de la Fama de les dones de Iowa des del 2000.